# Louis Léger
Louis Léger (Tolosa, 13 gennaio 1843 – Parigi, 30 aprile 1923) è stato uno scrittore e traduttore francese.
Membro onorario della Bulgarian Literary Society (ora Accademia bulgara delle scienze, membro dell'Académie des inscriptions et belles-lettres di Parigi), le istituzioni accademiche di San Pietroburgo, Belgrado e Bucarest gli hanno conferito un diverso status di membro.
Léger studiò sotto Aleksander Chodźko al Collège de France, fu successore nel 1885 ad occupare la cattedra di letteratura slava e lingua di Adam Mickiewicz, che occupò fino al 1923. Léger sosteneva che coloro che non avevano vissuto durante il Secondo Impero francese non potrebbero immaginare l'effetto dell'influenza polacca sulla società francese. Léger aiutò a tradurre varie opere polacche.

## Opere
- Cyrille et Méthode: étude historique sur la conversion des slaves au christianisme, Paris, A. Franck, 1868. URL consultato il 14 giugno 2018. Ospitato su Internet Archive.
- La Crise autrichienne, Paris, 1868
- Histoire de Autriche-Hongrie, Paris, 1879
- Contes Populaires Slaves, 1882
- Cours de Louis Léger, Langues et Litératures slaves (leçon d'ouverture) Collège de France, in Revue bleue politique et littéraire, vol. 22, n. 1, 1885,  p. 495. URL consultato il 14 giugno 2018. Ospitato su Gallica.
- La Bulgarie, Paris, 1885
- Nouvelles études slaves histoire et littérature, 1886
- Russes et Slaves, études politiques et littéraires, Hachette, 1890
- Le monde slave, études politiques et littéraires, Hachette, 1902
- Moscou, 1910
- Nicolas Gogol, 1913